# Глебово (Хабаровский край)
Гле́бово — село в Вяземском районе Хабаровского края России.

## География
Село Глебово расположено в южной части края, в 55 км к югу от административного центра района — города Вяземский. Стоит в трёх километрах западнее автотрассы «Уссури».
В 2 км южнее села Глебово находится пос. станции ДВЖД Снарский, а в 2 км севернее — Каменушка.

## Население
| 1926 | 1992 | 2002 | 2010 | 2011 | 2012 | 2021 |
| ---- | ---- | ---- | ---- | ---- | ---- | ---- |
| 202  | ↗366 | ↘277 | ↘258 | →258 | ↘253 | ↘211 |

## Образование
- МБОУ «Глебовская общеобразовательная школа»

## Инфраструктура
- Муниципальное бюджетное учреждение культуры «Жемчужина».
- Глебовская сельская библиотека.
- Глебовский фельдшерско-акушерский пункт